# Mastalus I de Amalfi
Mastalus I (d. 953) a fost penultimul patrikios de Amalfi.
Tatăl său a fost Manso, ultimul prefect de Amalfi.
În anul 946, Mastalus a venit în sprijinul principelui Gisulf I de Salerno, care era atacat de o coaliție formată din principele Landulf al II-lea de Benevento și ducele Ioan al III-lea de Neapole. Mastalus a atras forțele lui Landulf într-o ambuscadă în trecătoarea de la La Cava.
El a fost succedat de fiul său, Mastalus al II-lea, cel care a ridicat Amalfi la rangul de ducat, proclamându-se dux.